# Kukwaea
Kukwaea is een monotypisch geslacht van schimmels behorend tot de familie Helotiaceae.  Het bevat alleen Kukwaea pubescens.